# Спарта (Мичиген)
Спарта (енгл. Sparta) град је у америчкој савезној држави Мичиген.

## Демографија
По попису из 2010. године број становника је 4.140, што је 19 (-0,5%) становника мање него 2000. године.
| Група             | 2000.         | 2010.         |
| Белци             | 3.912 (94,1%) | 3.829 (92,5%) |
| Афроамериканци    | 26 (0,6%)     | 52 (1,3%)     |
| Азијати           | 17 (0,4%)     | 20 (0,5%)     |
| Хиспаноамериканци | 149 (3,6%)    | 173 (4,2%)    |
| Укупно            | 4.159         | 4.140         |